# Terellia gynaecochroma
Terellia gynaecochroma är en tvåvingeart som först beskrevs av Erich Martin Hering 1937.  Terellia gynaecochroma ingår i släktet Terellia och familjen borrflugor. Inga underarter finns listade i Catalogue of Life.